# Joel Chew
Joel Chew  (* 9. Februar 2000 in Singapur), mit vollständigen Namen Joel Chew Joon Herng, ist ein singapurischer Fußballspieler.

## Karriere

### Verein
Joel Chew erlernte das Fußballspielen in der National Football Academy in Singapur. Seinen ersten Vertrag unterschrieb er 2019 bei den Tampines Rovers. Der Verein spielt in der ersten Liga, der Singapore Premier League. In der Saison 2019 kam er elfmal zum Einsatz. Mit dem Verein gewann er 2019 den Singapore Cup. Am 2. Oktober 2020 trat er seinen Militärdienst bei der Singapore Army an. Von der Army wurde er im Januar 2021 an den Erstligisten Young Lions ausgeliehen. Die Young Lions sind eine U-23-Mannschaft, die 2002 gegründet wurde. In der Elf spielen U23-Nationalspieler und auch Perspektivspieler. Ihnen soll die Möglichkeit gegeben werden, Spielpraxis in der ersten Liga zu sammeln. Für die Young Lions bestritt er 40 Erstligaspiele. Nach dem Ende des Militärdienstes kehrte er Ende September 2022 zu seinem ehemaligen Verein Tampines Rovers zurück.

### Nationalmannschaft
Joel Chew spielte von 2021 bis 2022 sechsmal in der singapurischen U23-Nationalmannschaft. Sein Debüt in der singapurischen Nationalmannschaft gab er am 23. März 2023 in einen Freundschaftsspiel gegen Hongkong. Bei dem 1:1-Unentschieden im Mong Kok Stadium wurde er in der 80. Minute für Sahil Suhaimi eingewechselt.

## Erfolge
Tampines Rovers
- Singapore Cup: 2019
- Singapore Community Shield: 2020